# Gafat jezik
Gafat jezik  (ISO 639-3: gft), jezik južnoetiopske skupine južnosemitskih jezika, kojim se nekada govorilo uz rijeku Plavi Nil u Etiopiji u pokrajini Bedžemder (danas Regija Amhara). 
Narod Gafat koji je bio na glasu po svojoj borbenosti bili su u vrijeme amharske dominacije često puta novačeni u amharsku vojsku, a kako su bili okruženi Amharcima, silom prilika su se prilagodili amharskom okruženju, gubeći svoj jezik i kulturu
Posljednja četiri govornika susreo je Wolf Leslau u jednom selu na Plavom Nilu, te zabilježio riječi i utvrdio strukturu i gramatiku.

## Vanjske poveznice
- Ethnologue (14th)
- Ethnologue (15th)